# Grube Achenbach
Die Grube Achenbach ist eine ehemalige Buntmetallerzgrube im Bensberger Erzrevier in Overath. Sie lag in der Umgebung von Mittelbech und Heidermühle in Steinenbrück.

## Geschichte
Vom 1. November 1873 stammt ein Mutungsantrag für das Längenfeld Achenbach in Heidermühle auf Eisen-, Blei- und Kupfererze. Die Feldesbesichtigung vom 29. November 1873 zeigte einen 1 m mächtigen Gang mit 30 cm derbem Spateisenstein, in das derbes Bleierz und Kupferkies eingesprengt war. Darauf folgte die Schlussverhandlung am 4. Dezember 1873. Zuvor hatte allerdings der Repräsentant der AG des Altenbergs, Conrad Pörting, mit einem Brief vom 1. Dezember 1873 interveniert, dass laut Protokoll der Feldbesichtigung der Mutung Henriette modo Arago auf Blende, Blei-, Kupfererz und Eisenstein vom 1. Juli 1853 und durch spätere Umwandlungs- und Erweiterungsurkunde als Geviertfeld die Gewinnung dieser Erze an anderer Stelle innerhalb des Geviertfeldes ausgeschlossen sei. Durch Protokoll sei konstatiert, dass die benannten Mineralien in dem Grubenfeld Arago in einem solchen Zusammenhang vorkommen, dass dieselben gemeinschaftlich gewonnen werden müssten. Am 14. April 1874 kam es zu folgendem Beschluss: An den Rechten für das Grubenfeld Grube Arago ändert sich nichts, zumal für das benachbarte Grubenfeld Grube Bavaria gleiche Rechte gelten. Die Verleihung erfolgte daraufhin am 31. Dezember 1874  unter dem Namen Achenbach auf die Gewinnung von Eisen-, Blei- und Kupfererzen. Ausgenommen von dieser Verleihung waren die Feldesteile der Grube Hermann. Über Betriebstätigkeiten ist nichts bekannt.